# Anomalepis mexicanus
Anomalepis mexicanus е вид влечуго от семейство Anomalepididae.

## Разпространение
Видът е разпространен в Коста Рика, Никарагуа, Панама и Хондурас.